# 再單身遊記
是一套2010年的美國劇情片，由賴恩·梅菲執導，茱莉娅·罗伯茨及哈維爾·巴登等主演。電影改編自伊莉莎白·吉兒伯特2006年的同名回憶錄，描述吉兒伯特在離婚後周遊世界的經過。

## 演員
- 茱莉娅·罗伯茨 飾 伊莉莎白·「小莉」·吉兒伯特（Elizabeth "Liz" Gilbert）
- 哈維爾·巴登 飾 裴利貝（Felipe），吉兒伯特旅行時愛上的男子
- 比利·庫達普 飾 Steven，吉兒伯特的前夫
- 李察·真堅斯 飾 理查（Richard），吉兒伯特在印度遇上的德州男子
- 維奧拉·戴維斯 飾 Delia Shiraz，吉兒伯特的知己好友
- 詹姆斯·弗朗科 飾 大衛（David）
- Sophie Thompson 飾 科瑞拉（Corella）
- Mike O'Malley 飾 Andy Shiraz，Delia的丈夫
- Christine Hakim 飾 奴里亞西大姐（Wayan Nuriyasih），吉兒伯特在峇里的好友
- Hadi Subiyanto 飾 老四賴爺（Ketut Liyer），吉兒伯特在峇里的顧問
- Tuva Novotny 飾 蘇菲（Sofi），吉兒伯特在羅馬的好友
- 路卡·阿根提洛（Luca Argentero） 飾 喬凡尼（Giovanni）
- Giuseppe Gandini 飾 盧卡·斯帕蓋蒂（Luca Spaghetti）
- Rushita Singh 飾 圖絲（Tulsi），吉兒伯特在印度的好友
- Anakia Lapae 飾 圖蒂（Tutti），大姐的女兒
- Arlene Tur 飾 亞美尼亞（Armenia），大姐的好友
- Dean Allan Tolhurst 飾 峇里地產經紀
- David Lyons 飾 裸泳男子

## 評價
本片獲得的評價不佳，爛番茄基於208條專業評論（75條好評，133條差評），獲得36%的腐爛度，平均分數5.2/10，共識評價寫道：「風景美不勝收，茱莉娅·罗伯茨一如既往地散發光彩，但沒有啟發它的書的精神和情感重量，《享受吧！一個人的旅行》太膚淺而無法引起共鳴」。Metacritic根據39條評論，平均分數50分（滿分100分），代表「褒貶不一」。

## 參註
1. ↑  . IMDb. 2010-12-01  [2010-12-01]. （原始内容存档于2020-12-05）.
2. ↑  Fritz, Ben. . Los Angeles Times (Tribune Company). 2010-08-12  [2010-08-12]. （原始内容存档于2018-11-22）.
3. ↑  . Box Office Mojo. IMDb Inc.   [2010-09-30]. （原始内容存档于2016-06-07）.

## 外部連結
- 官方网站
- 互联网电影数据库（IMDb）上《再單身遊記》的资料（英文）
- Box Office Mojo上《再單身遊記》的資料（英文）
- 爛番茄上《再單身遊記》的資料（英文）
- Metacritic上《再單身遊記》的資料（英文）
- "Eat, Pray, Love" - Not exactly going by the book （页面存档备份，存于）